# سد ریتسپرویت
سد ریتسپرویت (به لاتین: Rietspruit Dam) یک سد در آفریقای جنوبی است که در Ventersdorp, North West (South African province) واقع شده‌است.